# Liste der Nintendo-Switch-Spiele/J
| Titel                                            | Entwickler               | Herausgeber                            | Genre              | Handel | Veröffentlichung D/A/CH                   |
| ------------------------------------------------ | ------------------------ | -------------------------------------- | ------------------ | ------ | ----------------------------------------- |
| JackQuest: Tale of the Sword                     | Blowfish Studios         | Blowfish Studios                       | Adventure          | Nein   | 24. Januar 2019                           |
| Jacks or Better - Video Poker                    | eSolutions Nordic        | eSolutions Nordic                      | Kartenspiel        | Nein   | 12. Juni 2020                             |
| James Pond Codename: RoboCod                     | System 3 Software        | System 3 Software                      | Platformer         | Nein   | 2. Mai 2019                               |
| Jamestown+                                       | Final Form Games         | Final Form Games                       | Shoot 'em up       | Nein   | 12. Dezember 2019                         |
| Jay and Silent Bob: Mall Brawl                   | Interabang Entertainment | The Media Indie Exchange               | Action             | Nein   | 7. Mai 2020                               |
| JCB Pioneer: Mars                                | Atomicom Limited         | Atomicom Limited                       | Strategie          | Nein   | 24. Dezember 2018                         |
| JDM Racing                                       | Nikita Alexeevich        | Nikita Alexeevich                      | Rennspiel          | Nein   | 20. Dezember 2019                         |
| Jet Kave Adventure                               | 7Levels                  | 7Levels                                | Platformer         | Nein   | 17. September 2019                        |
| Jet Lancer                                       | Armor Games Studios      | Armor Games Studios                    | Shoot 'em up       | Nein   | 12. Mai 2020                              |
| Jet Ski Rush                                     | Cool Small Games         | Cool Small Games                       | Rennspiel          | Nein   | 12. Mai 2020                              |
| Jets'n'Guns                                      | Rake in Grass            | Rake in Grass                          | Shoot 'em up       | Nein   | 16. Dezember 2019                         |
| Jettomero: Hero of the Universe                  | Ghost Time Games         | Ghost Time Games                       | Puzzle             | Nein   | 4. Oktober 2018                           |
| Jewel Fever 2                                    | Sprakelsoft              | Sprakelsoft                            | Puzzle             | Nein   | 20. Dezember 2018                         |
| Jewel Rotation                                   | Sprakelsoft              | Sprakelsoft                            | Puzzle             | Nein   | 25. Oktober 2019                          |
| Jewel Wars                                       | Toim Create              | Toim Create                            | Action             | Nein   | 23. Januar 2020                           |
| JigSaw Abundance                                 | Playstige Interactive    | Playstige Interactive                  | Puzzle             | Nein   | 26. März 2020                             |
| Jigsaw Masterpieces                              | BottleCube               | BottleCube                             | Puzzle             | Nein   | 21. Mai 2020                              |
| Jisei: The First Case HD                         | Sakevisual               | Ratalaika Games                        | Visual novel       | Nein   | 24. Juli 2020                             |
| Job the Leprechaun                               | Herrero                  | Herrero                                | Adventure          | Nein   | 27. Dezember 2018                         |
| Joe Dever’s Lone Wolf                            | Forge Reply              | Reply Forge Retail: Super Rare Games * | Rollenspiel        | Ja     | 16. Februar 2018 Retail: 18. April 2019 * |
| Joe Jump Impossible Quest                        | Forsaken Games           | Forsaken Games                         | Platformer         | Nein   | 25. April 2019                            |
| Joggernauts                                      | Graffiti Games           | Graffiti Games                         | Action             | Nein   | 11. Oktober 2018                          |
| Johnny Turbo's Arcade: Bad Dudes                 | FTE Games                | FTE Games                              | Arcade             | Nein   | 12. April 2018                            |
| Johnny Turbo's Arcade: Break Thru                | FTE Games                | FTE Games                              | Arcade             | Nein   | 8. November 2018                          |
| Johnny Turbo's Arcade: Express Raider            | FTE Games                | FTE Games                              | Arcade             | Nein   | 3. Januar 2019                            |
| Johnny Turbo's Arcade: Fighter's History         | FTE Games                | FTE Games                              | Beat 'em up        | Nein   | 3. Januar 2019                            |
| Johnny Turbo's Arcade: Heavy Barrel              | FTE Games                | FTE Games                              | Adventure          | Nein   | 27. Dezember 2018                         |
| Johnny Turbo's Arcade: Heavy Burgers             | FTE Games                | FTE Games                              | Arcade             | Nein   | 12. April 2018                            |
| Johnny Turbo's Arcade: Joe and Mac Caveman Ninja | FTE Games                | FTE Games                              | Adventure          | Nein   | 24. Januar 2019                           |
| Johnny Turbo's Arcade: Joe and Mac Returns       | FTE Games                | FTE Games                              | Adventure          | Nein   | 14. März 2019                             |
| Johnny Turbo's Arcade: Night Slashers            | FTE Games                | FTE Games                              | Beat 'em up        | Nein   | 12. April 2018                            |
| Johnny Turbo's Arcade: Nitro Ball                | FTE Games                | FTE Games                              | Arcade             | Nein   | 17. Januar 2019                           |
| Johnny Turbo's Arcade: Shoot Out                 | FTE Games                | FTE Games                              | Arcade             | Nein   | 13. Dezember 2018                         |
| Johnny Turbo's Arcade: Sly Spy                   | FTE Games                | FTE Games                              | Arcade             | Nein   | 11. Mai 2018                              |
| Johnny Turbo's Arcade: Super Burger Time         | FTE Games                | FTE Games                              | Arcade             | Nein   | 22. November 2018                         |
| Johnny Turbo's Arcade: Super Real Darwin         | FTE Games                | FTE Games                              | Arcade             | Nein   | 28. Februar 2019                          |
| Johnny Turbo's Arcade: Two Crude Dudes           | FTE Games                | FTE Games                              | Arcade             | Nein   | 31. Januar 2019                           |
| Johnny Turbo's Arcade: Wizard Fire               | FTE Games                | FTE Games                              | Arcade             | Nein   | 6. Dezember 2018                          |
| Jotun: Valhalla Edition                          | Thunder Lotus Games      | Thunder Lotus Games                    | Action-Adventure   | Nein   | 27. April 2018                            |
| Journey to the Savage Planet                     | Typhoon Studios          | 505 Games                              | Adventure          | Nein   | 21. Mai 2020                              |
| Juicy Realm                                      | SpaceCan Games           | X.D. Network                           | Shoot 'em up       | Nein   | 7. November 2019                          |
| Julie's Sweets                                   | Ocean Media              | Ocean Media                            | Simulation         | Nein   | 22. November 2018                         |
| JUMANJI: Das Videospiel                          | Bandai Namco             | Outright Games                         | Adventure          | Ja     | 8. November 2019                          |
| Jump Gunners                                     | NerdRage Studios         | BoomBox                                | Shoot ’em up       | Nein   | 13. Januar 2020                           |
| Jump King                                        | Nexile                   | Ukiyo Publishing                       | Platformer         | Nein   | 9. Juni 2020                              |
| Jump, Step, Step                                 | Phung Games              | Hidden Trap                            | Puzzle             | Nein   | 13. Januar 2020                           |
| Jumping Joe & Friends                            | QubicGames Vixa Games    | QubicGames                             | Adventure          | Nein   | 1. Juni 2018                              |
| Junior League Sports - Basketball                | Funbox Media             | Funbox Media                           | Basketball         | Nein   | 23. Dezember 2019                         |
| Junior League Sports - Ice Hockey                | Funbox Media             | Funbox Media                           | Eishockey          | Nein   | 23. Dezember 2019                         |
| Junior League Sports - Soccer                    | Funbox Media             | Funbox Media                           | Fußball            | Nein   | 23. Dezember 2019                         |
| Junk Jack                                        | Pixbits                  | Pixbits                                | Adventure          | Nein   | 2. April 2019                             |
| Junk Planet                                      | Happinet Corporation     | Happinet Corporation                   | Adventure          | Nein   | 21. März 2019                             |
| JurassicExcite                                   | Big Boys Studios         | Big Boys Studios                       | Action             | Nein   | 30. Dezember 2019                         |
| Jurassic Pinball                                 | EnjoyUp Games            | EnjoyUp Games                          | Flipper            | Nein   | 26. Mai 2018                              |
| Just Black Jack                                  | Run-Down Games           | Run-Down Games                         | Kartenspiel        | Nein   | 5. September 2019                         |
| Just Dance 2017                                  | Ubisoft Paris            | Ubisoft                                | Rhythmusspiel      | Ja     | 3. März 2017                              |
| Just Dance 2018                                  | Ubisoft Paris            | Ubisoft                                | Rhythmusspiel      | Ja     | 26. Oktober 2017                          |
| Just Dance 2019                                  | Ubisoft Paris            | Ubisoft                                | Rhythmusspiel      | Ja     | 23. Oktober 2018                          |
| Just Dance 2020                                  | Ubisoft Paris            | Ubisoft                                | Rhythmusspiel      | Ja     | 5. November 2019                          |
| Just Glide                                       | Cool Small Games         | Cool Small Games                       | Action             | Nein   | 23. Januar 2020                           |
| Just Ignore Them                                 | Stranga                  | Ratalaika Games                        | Adventure          | Nein   | 18. Oktober 2019                          |
| Just Shapes & Beats                              | Berzserk Studio          | Berzserk Studio                        | Rhythmusspiel      | Nein   | 21. Juni 2018                             |
| Just a Phrase by POWGI                           | Lightwood Games          | Lightwood Games                        | Puzzle             | Nein   | 6. Februar 2020                           |
| Jydge                                            | 10tons                   | 10tons                                 | Twin-stick Shooter | Nein   | 19. Oktober 2017                          |